# Seilda Baishakov
Seilda Baishakov (en ruso: Сеильда Икрамович Байшаков; Dzhambul, RSS de Kazajistán; 28 de agosto de 1950 – 12 de julio de 2023) fue un futbolista soviético que jugó en la posición de defensa. Fue miembro del Partido Comunista de la Unión Soviética.

## Carrera

### Club
| Periodo   | Club               | Apariciones | Goles |
| --------- | ------------------ | ----------- | ----- |
| 1970      | Energetik Dzhambul | 0           | 0     |
| 1971-1981 | FC Kairat          | 296         | 11    |

### Selección nacional
Debutó con Unión Soviética el 30 de abril de 1977 ante Hungría en la clasificación de UEFA para la Copa Mundial de Fútbol de 1978. Jugó dos ocasiones con la selección nacional sin anotar goles.

### Entrenador
| Periodo | Club            |
| ------- | --------------- |
| 1989    | RShVSM Alma-Ata |
| 1990    | Ak-Kanat        |

## Distinciones
- Orden de Parasat.